# Khu bảo tồn động vật hoang dã Dong Yai
Khu bảo tồn động vật hoang dã Dong Yai (tiếng Thái:เขตรักษาพันธุ์สัตว์ป่าดงใหญ่) là một khu bảo tồn nằm tại tỉnh Buriram, Thái Lan. Được thành lập vào ngày 22 tháng 11 năm 1996, và có diện tích 312,77 km², đây là một trong số ít những khu rừng thường xanh khô đầu nguồn cuối cùng tại tỉnh Buriram. Nó là nhà của rất nhiều các loài động thực vật hoang dã có nguy cơ tuyệt chủng. Năm 2005, khu bảo tồn trở thành một phần của Di sản thế giới Tổ hợp rừng Dong Phayayen-Khao Yai được UNESCO công nhận cùng với các vườn quốc gia Khao Yai, Thap Lan, Pang Sida và Ta Phraya.

## Địa lý
Về mặt hành chính, khu bảo tồn nằm tại các huyện Pakham và Non Din Daeng với diện tích 312,77 km² được chia thành hai khu vực thông qua quốc lộ 348. Nó cũng là một phần của Tổ hợp rừng Dong Phayayen-Khao Yai.
Trong khi khu A là một cao nguyên với những ngọn núi cao ở phía tây và dốc nhẹ về phía đông dao dộng từ 250 đến 685 mét so với mực nước biển. Còn khu B là một khu vực núi với đỉnh Khao Noen Hin cao 483 mét bao quanh là những cánh rừng bằng phẳng. Độ cao dao động từ 230-483 mét. 

## Động thực vật
Khu bảo tồn là nơi có một loạt các loại cây thân gỗ và thực vật nhiệt đới. Phần lớn diện tích là rừng thường xanh khô với nhiều loài cây có giá trị kinh tế trong đó có Lan. Còn về động vật, đây là nhà của 202 loài động vật khác nhau trong đó có 12 loài lưỡng cư, 25 loài bò sát, 141 loài chim và 24 loài động vật có vú. Một số loài có thể kể đến Hồng hoàng, Gõ kiến, Ưng, Vịt đầu đỏ, thằn lằn, rùa, rắn.